# Termes melindae
Termes melindae är en termitart som beskrevs av Harris 1960. Termes melindae ingår i släktet Termes och familjen Termitidae. Inga underarter finns listade i Catalogue of Life.